# Quantum of Solace
Quantum of Solace is de 22e James Bondfilm, geregisseerd door Marc Forster. De film is een vervolg op Casino Royale. Net als in die vorige film vertolkt Daniel Craig het hoofdpersonage James Bond. De film werd door Barbara Broccoli en Michael G. Wilson geproduceerd. Oorspronkelijk zou de film in première gaan op 2 mei 2008. Om de makers wat meer tijd te gunnen is de premièredatum veranderd in 6 november 2008. Tijdens het opnemen van Casino Royale was men al begonnen met de voorbereidingen van Quantum of Solace.

## Verhaal
De film begint op het moment waar de vorige film eindigde. Bond reist van het Comomeer naar Siena met zijn gevangene, Mr. White. Tijdens de reis wordt Bond achtervolgd door meerdere Alfa's. Bond schudt ze af en arriveert even later in Siena, waar M en Bond Mr. White ondervragen. Mr. White laat aan Bond en M weten dat zijn organisatie medewerkers heeft rondlopen bij zowel de CIA als de Britse geheime dienst. M's bodyguard Mitchell voegt meteen de daad bij het woord en valt hen aan. Na een dolle achtervolging doodt Bond zijn tegenstander door net een fractie eerder te schieten. Mr. White is echter al ontsnapt.
Forensisch onderzoek in Mitchells appartement leidt Bond naar Mitchells contactman Mr. Slate in Haïti. Slate wacht hem echter op en Bond moet hem uit verweer doden. Hierop ontmoet hij Camille Montes, die blijkbaar door Slate gedood moest worden in opdracht van haar minnaar, Dominic Greene. Greene is een zakenman die aan het hoofd van het ecologische Greene Planet staat. Het blijkt dat Greene een staatsgreep in Bolivia wil plegen zodat generaal Medrano daar opnieuw aan de macht kan komen. Medrano zal in ruil voor die macht Greene een stuk woestijngrond geven. Iedereen vermoedt hierom dat het stuk grond olie bevat. Camille wordt meegenomen door generaal Medrano en zijn mannen. Bond bevrijdt haar.
Bond volgt Greene naar Oostenrijk. Hij infiltreert hier een geheime vergadering van de geheimzinnige organisatie tijdens een opera, en fotografeert de schurken. Een van hen is Guy Haines, adviseur van de Britse premier. Bond wordt er ten onrechte van beschuldigd bij een vuurgevecht Haines' bodyguard gedood te hebben, in werkelijkheid heeft een handlanger van Greene deze daad op zijn geweten. M. trekt hierop Bonds paspoort en zijn creditcards in, omdat ze Bond ziet als een ongeleid projectiel dat elk "spoor" vermoordt.
Bond gaat naar Italië, waar hij zijn oude vriend René Mathis overhaalt om hem te helpen bij zijn reis naar Bolivia. Daar worden ze echter opgewacht door de MI6-agente Fields, die Bond terug moet sturen naar Groot-Brittannië. Bond verleidt haar echter. Op Greenes fundraiser ontmoet Bond Camille opnieuw. Mathis wordt echter door de corrupte politie doodgeschoten.
Hierna onderzoeken Bond en Camille het stuk woestijn dat Greene wil hebben. Er blijken geen olie- maar waterbronnen onder te liggen; Greene tracht Bolivia's volledige watervoorraad in handen te krijgen. Camille bekent ook haar redenen om Greene tegen te werken: ze wil geen wraak nemen op Greene zelf, maar op de toenmalige dictator Medrano die voor haar ogen haar moeder en zus verkrachtte en haar familie uitmoordde. Terug in La Paz wacht M hen op: iemand heeft Fields vermoord door haar in olie onder te dompelen. M. wil dat Bond het opgeeft en zijn activiteiten stopzet, maar Bond ontsnapt (hoewel M. hem diep in haar hart toch vertrouwt). De CIA blijkt ook van plan om Bond tegen te werken, omdat zij menen dat Greene geen water maar olievelden in handen zal krijgen. Felix Leiter is het hier niet mee eens en verklapt aan Bond waar Greene en Medrano zich schuilhouden. In een fel vuurgevecht in het bewuste hotel vermoordt Camille Medrano, terwijl Bond de corrupte politiechef die voor de dood van Mathis verantwoordelijk is doodt. Hierna neemt hij Greene gevangen.
Greene wordt door Bond ondervraagd en vertelt hem in ruil voor zijn vrijheid alles wat hij weet over zijn organisatie, Quantum. Hierna laat Bond hem vrij, maar wel midden in de woestijn, met enkel een blik motorolie om van te drinken. Daarna brengt Bond Camille naar een treinstation en delen zij nog een afscheidskus.
Met de informatie van Greene reist Bond naar Kazan waar hij Yusef Kabira aantreft: Kabira was Vesper Lynds vriend, die in werkelijkheid een Quantum-agent is. Hij verleidt hooggeplaatste jonge vrouwen om vervolgens zogenaamd gevangengenomen te worden zodat Quantum hen chanteren kan. Bond laat Yusef leven zodat hij verhoord kan worden. M. vertelt hem dat Greene dood gevonden is in de Boliviaanse woestijn, met twee kogels in zijn hoofd en motorolie in zijn maag. Ze wil Bond ook weer terug in dienst, maar hij merkt op dat hij nooit weggeweest is. Bond loopt de straat uit, en laat Vespers ketting achter in de sneeuw.

## Oorsprong titel
Letterlijk vertaald betekent de titel "Een beetje troost", waarmee wordt gedoeld op het feit dat Bond enige troost vindt in het achtervolgen van de mensen die verantwoordelijk zijn voor de dood van Vesper. De titel is echter afgeleid van het gelijknamige Bondverhaal. Dit verhaal gaat over iemand die door de omstandigheden geen enkel medelijden meer kan opbrengen voor zijn tegenstander. In de film toont Bond ook geen enkel mededogen met zijn vijanden. Tegelijk verwijst de titel naar de organisatie van Greene.
Oorspronkelijk werden alle Bond-films vernoemd naar de boeken van Ian Fleming maar na de The Living Daylights werd hiermee gestopt. Alle bruikbare titels leken op. Pas met Casino Royale (waar EON Productions pas in 1999 de filmrechten op wist te krijgen) en vervolgens Quantum of Solace werd dit gebruik weer tijdelijk in ere hersteld.

## Bijbehorend videospel
Ontwikkelaar Treyarch heeft een videospel gemaakt onder de naam 007: Quantum of Solace. Dit spel volgt de verhaallijn voor de films Casino Royale en Quantum of Solace. De speler neemt de rol van James Bond op zich. Dit spel is uitgebracht voor PlayStation 3, PlayStation 2, Xbox 360, Nintendo DS en pc en is uitgegeven door Activision. Deze game maakt gebruik van dezelfde engine als die in Call of Duty 4: Modern Warfare.

## Rolverdeling
| Acteur             | Personage                        | Opmerkingen                              |
| ------------------ | -------------------------------- | ---------------------------------------- |
| Daniel Craig       | James Bond                       |                                          |
| Olga Kurylenko     | Camille Rivera                   |                                          |
| Judi Dench         | M                                |                                          |
| Giancarlo Giannini | René Mathis                      |                                          |
| Jesper Christensen | Mr. White                        |                                          |
| Mathieu Amalric    | Dominic Greene                   |                                          |
| Gemma Arterton     | Strawberry Fields                | Voornaam alleen in de aftiteling vermeld |
| Jeffrey Wright     | Felix Leiter                     |                                          |
| Anatole Taubman    | Elvis                            |                                          |
| Joaquín Cosío      | Generaal Medrano                 |                                          |
| Rory Kinnear       | Bill Tanner                      |                                          |
| Neil Jackson       | Mr. Slate                        |                                          |
| Simon Kassianides  | Yusef                            |                                          |
| Stana Katic        | Corrine                          |                                          |
| Oona Chaplin       | Receptioniste Perla de las Dunas |                                          |
| Paul Ritter        | Guy Haines                       |                                          |

## Muziek
De titelsong van de film werd gezongen door Alicia Keys en Jack White. Het nummer "Another Way to Die" is, in tegenstelling tot voorganger "You Know My Name" wel verschenen op het officiële muziekalbum van de film. De originele filmmuziek werd gecomponeerd door David Arnold.

## Filmlocaties
- Brescia, Lombardije, Italië
- Navene, Gardameer, Italië
- Siena, Toscane, Italië
- Craco, Matera, Basilicata, Italië
- Malcesine, Limone sul Garda, Tremosine, Talamone, Italië
- Madrid, Spanje
- Baja California, Mexico
- Howard Air Force Base, Panama-Stad, Panama
- Fort Sherman, Panama
- Antofagasta, Paranal-observatorium, Atacama, Sierra Gorda, Chili
- Pinewood Studios, Engeland

## Trivia
- Mr. White, gespeeld door Jesper Christensen in Casino Royale, keert terug samen met René Mathis, gespeeld door Giancarlo Giannini.
- Q en Miss Moneypenny zijn opnieuw niet te zien, alhoewel jongere versies van het personage Q en Monneypenny wel te zien zal zijn in Skyfall.[3]
- Oudgediende Judi Dench hervat voor de zesde keer haar rol als M en haar personage mag weer op locatie filmen.[4]
- Quantum of Solace is de titel van een kort verhaal van Bondschrijver Ian Fleming. Dit verhaal verscheen in de verhalenbundel For Your Eyes Only, eveneens de titel van de Bondfilm uit 1981. De titel Quantum of Solace betekent zoveel als een kleine hoeveelheid vertroosting/soelaas of met andere woorden het vinden van een beetje troost. De titel is een verwijzing naar het verwerkingsproces van Bond, die in Casino Royale het verlies van Vesper meemaakte, maar ook naar de organisatie Quantum. De slotscène lijkt ietwat op Flemings korte verhaal 007 in New York.
- Met een budget van 230 miljoen Amerikaanse dollars is Quantum of Solace na Spectre de duurste James Bondfilm ooit gemaakt.
- Het decor in Oostenrijk is de uitvoering van de opera Tosca tijdens de Bregenzer Festspiele in Bregenz.
- Voor de opnames zijn 200.000 losse flodders gebruikt.[5]
- De opnames van de film begonnen op 7 januari 2008.
- Tijdens de opnames van de autoachtervolging kreeg een wielrenner een dodelijk-hartaanval. het moet zijn dat een en ander hem erg reëel toescheen.
- Met 106 minuten is Quantum of Solace de kortste Bondfilm tot nu toe. Ironisch genoeg is het een direct vervolg op Casino Royale, dat na Spectre de langste Bondfilm tot nu toe is. Het is tevens de eerste Bondfilm die een direct vervolg op de vorige is.
- Dit is de eerste Bondfilm waarin Bond niet naar bed gaat met de belangrijkste vrouw van de film. Bond en Camille gaan niet verder dan een korte kus.
- Deze Bondfilm begint, net als Casino Royale, niet met de gewoonlijke camera in de loop van het geweer. Dit komt echter op het einde van de film (net voor de aftiteling), net zoals de volgende film.
- Mr. White, gespeeld door Jesper Christensen, wordt in een verwijderde scène van één minuut doodgeschoten. Deze scène is niet te zien op de dvd, later komt Mr. White nog voor in Spectre.